# Sigmund Bollmann
Sigmund Johannes Karl Bollmann, auch Siegmund Johannes Karl Bollmann (5. Dezember 1845 in Hamburg – 26. November 1918 in Hannover) war ein deutscher Theaterschauspieler und Sänger.

## Leben
Bollmann, Sohn des Schauspielers und Theaterdirektors Karl Bollmann war in seiner Jugend Schiffsjunge auf einem holländischen Handelssegelschiff, dann Kaufmannslehrling und ging 1862 ohne dramatische Ausbildung genossen zu haben zur Bühne. Er begann seine schauspielerische Tätigkeit als Chorsänger in Hamburg, kam hierauf nach Schleswig-Holstein (1864–1865), nach Lübeck (1867), Königsberg (1868 und 1869), Krolltheater in Berlin (1870), Friedrich Wilhelmstädter-Theater daselbst (1872–1875), wurde von dort an das Hamburger Stadttheater verpflichtet (1876–1880), und folge 1881 einem Rufe an das Residenztheater in Hannover.
Er war ein Darsteller, der in großen wie in kleinen Rollen ohne aufdringlich zu sein, durch seinen Witz, Humor und oft drastische Komik seine Zuhörer in die beste Laune zu versetzen verstand.